# Волосково (Сергиево-Посадский район)
Волосково — упразднённая деревня в Сергиево-Посадском городском округе Московской области России.

## География
Урочище находится в северо-восточной части области, в зоне хвойно-широколиственных лесов, на правом берегу реки Вондиги, на расстоянии примерно 12 километров (по прямой) к востоко-юго-востоку от города Сергиев Посад, административного центра округа.

### Климат
Климат характеризуется как умеренно континентальный, с умеренно холодной зимой и тёплым летом. Среднегодовая температура воздуха — +2,7 °C. Средняя температура воздуха самого холодного месяца (января) — −11,3 °C (абсолютный минимум — −48 °C), средняя температура самого тёплого (июля) — +17 °С (абсолютный максимум — +36 °C). Годовое количество атмосферных осадков — 630 мм, из которых около 70 % выпадает в период с апреля по октябрь.

## История
В «Списке населенных мест Владимирской губернии по сведениям 1859 года» населённый пункт упомянут как деревня Волоскова Александровского уезда, расположенная в 25 верстах от уездного города. В деревне насчитывалось 15 дворов и проживал 91 человек (45 мужчин и 46 женщин).
По состоянию на 1905 год, в Волоскове имелось 17 дворов и проживало 80 человек. В административном отношении деревня входила в состав Ботовской волости.
По данным 1926 года в деревне имелось 23 хозяйства и проживало 118 человек (55 мужчин и 63 женщины). Являлась частью Малинниковского сельсовета Шараповской волости Сергиевского уезда Московской губернии.